# Coupe du monde de football des moins de 20 ans 2009
Navigation
Canada 2007 Colombie 2011
La 17e édition de la Coupe du monde de football des moins de 20 ans s'est déroulée en Égypte, du 25 septembre au 16 octobre 2009. Les villes-hôtes sont Le Caire, Alexandrie, Port-Saïd, Ismaïlia et Suez. Six différents stades sont utilisés à travers le pays, notamment le Stade international du Caire, qui a accueilli la finale du tournoi. 24 équipes ont pris part à la compétition. L'Égypte était qualifiée d'office en tant que pays hôte. Tout joueur né après le 1er janvier 1989 pouvait participer au tournoi.
Le Ghana met fin à la domination sud-américaine de l'épreuve (remportée depuis 1999 par le Brésil ou l'Argentine) en remportant le titre, après avoir battu aux tirs au but en finale le Brésil. Après quatre finales perdues (Ghana en 1993 et 2001, Nigéria en 1989 et 2005), c'est la première victoire pour une sélection africaine. Le match pour la 3e place donne lieu à une affiche inattendue entre le Costa Rica et la Hongrie, rencontre remportée également aux tirs au but par les Magyars. Comme souvent lors des dernières éditions, les trophées de meilleur buteur et de meilleur joueur (Ballon d'Or) sont attribués au même joueur. Cette année, c'est le Ghanéen Dominic Adiyiah, auteur de 8 buts et titré avec son équipe, qui est honoré.
L'édition égyptienne est un grand succès populaire, avec plus 1,3 million de spectateurs dans les stades. Le tournoi voit le retour du jeu offensif (plus de 3.2 buts par match). Outre le Costa Rica et la Hongrie, demi-finalistes surprises, l'équipe des Émirats arabes unis ou la Corée du Sud, éliminés en quarts de finale, ont réussi un bon tournoi.
Ce tournoi a offert un grand renouvellement au niveau du plateau mondial. En Océanie, c'est l'équipe de Tahiti qui a gagné le droit de représenter le continent, après avoir disposé de la Nouvelle-Zélande en championnat continental. L'Australie s'est qualifiée pour la première fois dans la zone Asie. L'Afrique du Sud et le Venezuela participent aussi pour la première fois à la Coupe du monde.
Plusieurs absents de marque sont à signaler. Le plus grand d'entre eux est sans aucun doute le double tenant du titre, l'Argentine, qui n'a pas su se qualifier par le biais du championnat sud-américain, tout comme le Chili, troisième du dernier Mondial. Deux autres habitués des rendez-vous mondiaux, le Japon et le Mexique n'ont également pas pu obtenir leur billet pour l'Égypte.

## Villes et stades
| \| Le Caire Alexandrie Suez Port-Saïd Ismaïlia \| Sites de la Coupe du monde des moins de 20 ans 2009 |
| Le Caire Alexandrie Suez Port-Saïd Ismaïlia                                                           |

| Ville      | Stade                        | Capacité |
| ---------- | ---------------------------- | -------- |
| Le Caire   | Stade international du Caire | 74,100   |
| Le Caire   | Stade Al Salam               | 35 000   |
| Alexandrie | Stade Borg Al Arab           | 86,000   |
| Alexandrie | Stade d'Alexandrie           | 22,000   |
| Suez       | Stade Moubarak               | 45,000   |
| Port-Saïd  | Stade de Port-Saïd           | 22,000   |
| Ismaïlia   | Stade d'Ismaïlia             | 16,500   |

## Qualifications
| Confédération              | Tournoi qualificatif                                                                     | Qualifié(s)                                            |
| -------------------------- | ---------------------------------------------------------------------------------------- | ------------------------------------------------------ |
| AFC (Asie)                 | Coupe d'Asie des nations des moins de 19 ans 2008                                        | Émirats arabes unis Ouzbékistan Australie Corée du Sud |
| CAF (Afrique)              | Coupe d'Afrique des nations junior 2009                                                  | Ghana Cameroun Afrique du Sud Nigeria                  |
| CONCACAF                   | Championnat d'Amérique du Nord, centrale et Caraïbe de football des moins de 20 ans 2009 | Costa Rica États-Unis Honduras Trinité-et-Tobago       |
| CONMEBOL (Amérique du Sud) | Championnat des moins de 20 ans de la CONMEBOL 2009                                      | Brésil Paraguay Uruguay Venezuela                      |
| OFC (Océanie)              | Championnat d'Océanie de football des moins de 20 ans 2008                               | Tahiti                                                 |
| UEFA (Europe)              | Championnat d'Europe de football des moins de 19 ans 2008                                | Allemagne Italie Tchéquie Hongrie Espagne Angleterre   |
| AFC                        | Qualifié d'office en tant que pays hôte                                                  | Égypte                                                 |

## Phases de poules
Le tirage au sort s'est déroulé le 5 avril 2009 au temple de Louxor au Caire.

### Groupe A
| Rang | Équipe            | Pts | J | G | N | P | Bp | Bc | Diff |
| ---- | ----------------- | --- | - | - | - | - | -- | -- | ---- |
| 1    | Égypte            | 6   | 3 | 2 | 0 | 1 | 9  | 5  | +4   |
| 2    | Paraguay          | 5   | 3 | 1 | 2 | 0 | 2  | 1  | +1   |
| 3    | Italie            | 4   | 3 | 1 | 1 | 1 | 4  | 5  | -1   |
| 4    | Trinité-et-Tobago | 1   | 3 | 0 | 1 | 2 | 2  | 6  | -4   |

| 1re journée                     | Égypte                                      | 4 – 1 | Trinité-et-Tobago | Stade Borg Al Arab, Alexandrie                      |                                                     |
| 24 septembre 2009 20:00 (UTC+2) | Afroto 30e · Arafat 51e, 90+3e · Talaat 59e |       | Rochford 36e      | Spectateurs : 74 000 Arbitrage : Frank De Bleeckere | Spectateurs : 74 000 Arbitrage : Frank De Bleeckere |
| 24 septembre 2009 20:00 (UTC+2) | (Rapport)                                   |       |                   | Spectateurs : 74 000 Arbitrage : Frank De Bleeckere | Spectateurs : 74 000 Arbitrage : Frank De Bleeckere |

| 25 septembre 2009 16:00 (UTC+2) | Paraguay  | 0 – 0 | Italie | Stade international du Caire, Le Caire |
|                                 |           |       |        | Arbitrage : Subkhiddin Mohd Salleh     |
|                                 | (Rapport) |       |        |                                        |

| 2e journée                      | Italie                      | 2 – 1 | Trinité-et-Tobago | Stade international du Caire, Le Caire |                           |
| 28 septembre 2009 18:45 (UTC+2) | Albertazzi 39e · Raggio 78e |       | Clarence 67e      | Arbitrage : Peter O'Leary              | Arbitrage : Peter O'Leary |
| 28 septembre 2009 18:45 (UTC+2) | (Rapport)                   |       |                   | Arbitrage : Peter O'Leary              | Arbitrage : Peter O'Leary |

| 28 septembre 2009 21:30 (UTC+2) | Égypte     | 1 – 2 | Paraguay                                  | Stade international du Caire, Le Caire |                        |
|                                 | Afroto 38e |       | Santander 27e · Huth 37e · Paniagua 90+4e | Arbitrage : Ivan Bebek                 | Arbitrage : Ivan Bebek |
|                                 | (Rapport)  |       |                                           | Arbitrage : Ivan Bebek                 | Arbitrage : Ivan Bebek |

| 3e journée                     | Paraguay  | 0 – 0 | Trinité-et-Tobago | Stade Al Salam, Le Caire |                          |
| 1er octobre 2009 21:30 (UTC+2) |           |       |                   | Arbitrage : Eddy Maillet | Arbitrage : Eddy Maillet |
| 1er octobre 2009 21:30 (UTC+2) | (Rapport) |       |                   | Arbitrage : Eddy Maillet | Arbitrage : Eddy Maillet |

| 1er octobre 2009 21:30 (UTC+2) | Égypte                            | 4 - 2 | Italie                      | Stade international du Caire, Le Caire |                             |
|                                | Shokry 23e, 45+1e · Bogy 70e, 80e |       | Eusepi 29e · Albertazzi 53e | Arbitrage : Marco Rodríguez            | Arbitrage : Marco Rodríguez |
|                                | (Rapport)                         |       |                             | Arbitrage : Marco Rodríguez            | Arbitrage : Marco Rodríguez |

### Groupe B
| Rang | Équipe    | Pts | J | G | N | P | Bp | Bc | Diff |
| ---- | --------- | --- | - | - | - | - | -- | -- | ---- |
| 1    | Espagne   | 9   | 3 | 3 | 0 | 0 | 13 | 0  | +13  |
| 2    | Venezuela | 6   | 3 | 2 | 0 | 1 | 9  | 3  | +6   |
| 3    | Nigeria   | 3   | 3 | 1 | 0 | 2 | 5  | 3  | +2   |
| 4    | Tahiti    | 0   | 3 | 0 | 0 | 3 | 0  | 21 | -21  |

| 1re journée                     | Venezuela     | 1 - 0      | Nigeria | Stade Al Salam, Le Caire    |                             |
| 25 septembre 2009 18:45 (UTC+2) | Del Valle 45e |            |         | Arbitrage : Roberto Rosetti | Arbitrage : Roberto Rosetti |
| 25 septembre 2009 18:45 (UTC+2) |               | 40e Haruna |         | Arbitrage : Roberto Rosetti | Arbitrage : Roberto Rosetti |

| 25 septembre 2009 21:30 (UTC+2) | Espagne                                                                   | 8 – 0 | Tahiti | Stade Al Salam, Le Caire    |                             |
|                                 | Aarón 11e, 15e · Nsue 17e, 32e · Merida 74e · Kike 79e, 86e · Herrera 89e |       |        | Arbitrage : Mohamed Benouza | Arbitrage : Mohamed Benouza |
|                                 | (Rapport)                                                                 |       |        | Arbitrage : Mohamed Benouza | Arbitrage : Mohamed Benouza |

| 2e journée                      | Espagne                | 2 - 0     | Nigeria    | Stade Al Salam, Le Caire       |                                |
| 28 septembre 2009 16:00 (UTC+2) | Merida 33e, 83e (pen.) |           |            | Arbitrage : Frank De Bleeckere | Arbitrage : Frank De Bleeckere |
| 28 septembre 2009 16:00 (UTC+2) |                        | (Rapport) | 84e Salami | Arbitrage : Frank De Bleeckere | Arbitrage : Frank De Bleeckere |

| 28 septembre 2009 18:45 (UTC+2) | Venezuela                                                                            | 8 - 0                              | Tahiti | Stade Al Salam, Le Caire           |                                    |
|                                 | Rondon 4e, 27e (pen.), 90+2e · Velázquez 19e · Rojas 72e · Del Valle 78e, 88e, 90+1e |                                    |        | Arbitrage : Subkhiddin Mohd Salleh | Arbitrage : Subkhiddin Mohd Salleh |
|                                 | (Rapport)                                                                            | 26e S. Faatiarau · 38e G. Rochette |        | Arbitrage : Subkhiddin Mohd Salleh | Arbitrage : Subkhiddin Mohd Salleh |

| 3e journée                     | Espagne                                     | 3 - 0 | Venezuela | Stade Al Salam, Le Caire |                          |
| 1er octobre 2009 18:45 (UTC+2) | Parejo 12e · Aarón 26e (pen.) · Herrera 77e |       |           | Arbitrage : Joel Aguilar | Arbitrage : Joel Aguilar |
| 1er octobre 2009 18:45 (UTC+2) | (Rapport)                                   |       |           | Arbitrage : Joel Aguilar | Arbitrage : Joel Aguilar |

| 1er octobre 2009 18:45 (UTC+2) | Nigeria                                                        | 5 - 0                       | Tahiti | Stade international du Caire, Le Caire |                              |
|                                | Nwankwo 15e · Edet 24e · Fatai 34e · Orelesi 45+1e · Adejo 90e |                             |        | Arbitrage : Thomas Einwaller           | Arbitrage : Thomas Einwaller |
|                                | (Rapport)                                                      | 43e L. Tehau · 74e A. Tehau |        | Arbitrage : Thomas Einwaller           | Arbitrage : Thomas Einwaller |

### Groupe C
| Rang | Équipe       | Pts | J | G | N | P | Bp | Bc | Diff |
| ---- | ------------ | --- | - | - | - | - | -- | -- | ---- |
| 1    | Allemagne    | 7   | 3 | 2 | 1 | 0 | 7  | 1  | +6   |
| 2    | Corée du Sud | 4   | 3 | 1 | 1 | 1 | 4  | 3  | +1   |
| 3    | États-Unis   | 3   | 3 | 1 | 0 | 2 | 4  | 7  | -3   |
| 4    | Cameroun     | 3   | 3 | 1 | 0 | 2 | 3  | 7  | -4   |

| 1re journée                     | Allemagne                                          | 3 - 0 | États-Unis | Stade Moubarak, Suez         |                              |
| 26 septembre 2009 16:00 (UTC+2) | Aydilek 30e (pen.) · Jungwirth 32e · Schäffler 72e |       |            | Arbitrage : Yuichi Nichimura | Arbitrage : Yuichi Nichimura |
| 26 septembre 2009 16:00 (UTC+2) | (Rapport)                                          |       |            | Arbitrage : Yuichi Nichimura | Arbitrage : Yuichi Nichimura |

| 26 septembre 2009 18:45 (UTC+2) | Corée du Sud | 0 - 2 | Cameroun                          | Stade Moubarak, Suez        |                             |
|                                 |              |       | Akono Effa 19e · Tiko Messina 64e | Arbitrage : Héctor Baldassi | Arbitrage : Héctor Baldassi |
|                                 | (Rapport)    |       |                                   | Arbitrage : Héctor Baldassi | Arbitrage : Héctor Baldassi |

| 2e journée                      | Allemagne       | 1 – 1 | Corée du Sud    | Stade Moubarak, Suez   |                        |
| 29 septembre 2009 16:00 (UTC+2) | Sukuta-Pasu 33e |       | Kim Min Woo 71e | Arbitrage : Óscar Ruiz | Arbitrage : Óscar Ruiz |
| 29 septembre 2009 16:00 (UTC+2) | (Rapport)       |       |                 | Arbitrage : Óscar Ruiz | Arbitrage : Óscar Ruiz |

| 29 septembre 2009 18:45 (UTC+2) | États-Unis                                         | 4 – 1 | Cameroun        | Stade Moubarak, Suez        |                             |
|                                 | Arguez 45+1e · Taylor 47e · Duka 67e · Ownby 90+1e |       | Yaya 75e (pen.) | Arbitrage : Jorge Larrionda | Arbitrage : Jorge Larrionda |
|                                 | (Rapport)                                          |       |                 | Arbitrage : Jorge Larrionda | Arbitrage : Jorge Larrionda |

| 3e journée                   | Allemagne                                       | 3 – 0 | Cameroun  | Stade d'Ismaïlia, Ismaïlia   |                              |
| 2 octobre 2009 18:45 (UTC+2) | Sukuta-Pasu 41e · Aydilek 58e, 76e · Holtby 70e |       | Ekeng 45e | Arbitrage : Yuichi Nichimura | Arbitrage : Yuichi Nichimura |
| 2 octobre 2009 18:45 (UTC+2) | (Rapport)                                       |       |           | Arbitrage : Yuichi Nichimura | Arbitrage : Yuichi Nichimura |

| 2 octobre 2009 18:45 (UTC+2) | Corée du Sud                                                    | 3 – 0 | États-Unis | Stade Moubarak, Suez        |                             |
|                              | Kim Young-Gwon 23e · Kim Bo-kyung 42e · Koo Ja-Cheol 75e (pen.) |       |            | Arbitrage : Roberto Rosetti | Arbitrage : Roberto Rosetti |
|                              | (Rapport)                                                       |       |            | Arbitrage : Roberto Rosetti | Arbitrage : Roberto Rosetti |

### Groupe D
| Rang | Équipe      | Pts | J | G | N | P | Bp | Bc | Diff |
| ---- | ----------- | --- | - | - | - | - | -- | -- | ---- |
| 1    | Ghana       | 7   | 3 | 2 | 1 | 0 | 8  | 3  | +5   |
| 2    | Uruguay     | 7   | 3 | 2 | 1 | 0 | 6  | 2  | +4   |
| 3    | Ouzbékistan | 1   | 3 | 0 | 1 | 2 | 2  | 6  | -4   |
| 4    | Angleterre  | 1   | 3 | 0 | 1 | 2 | 1  | 6  | -5   |

| 1re journée                     | Ghana                  | 2 – 1 | Ouzbékistan | Stade d'Ismaïlia, Ismaïlia           |                                      |
| 26 septembre 2009 18:45 (UTC+2) | Osei 60e · Adiyiah 75e |       | Karimov 47e | Arbitrage : Alberto Undiano Mallenco | Arbitrage : Alberto Undiano Mallenco |
| 26 septembre 2009 18:45 (UTC+2) | (Rapport)              |       |             | Arbitrage : Alberto Undiano Mallenco | Arbitrage : Alberto Undiano Mallenco |

| 26 septembre 2009 21:30 (UTC+2) | Uruguay    | 1 - 0 | Angleterre | Stade d'Ismaïlia, Ismaïlia       |                                  |
|                                 | Viudez 84e |       |            | Arbitrage : Olegário Benquerença | Arbitrage : Olegário Benquerença |
|                                 | (Rapport)  |       |            | Arbitrage : Olegário Benquerença | Arbitrage : Olegário Benquerença |

| 2e journée                      | Uruguay                                      | 3 - 0 | Ouzbékistan | Stade d'Ismaïlia, Ismaïlia  |                             |
| 29 septembre 2009 18:45 (UTC+2) | Lodeiro 28e · Urretavizcaya 62e · García 83e |       | Urunov 29e  | Arbitrage : Roberto Rosetti | Arbitrage : Roberto Rosetti |
| 29 septembre 2009 18:45 (UTC+2) | (Rapport)                                    |       |             | Arbitrage : Roberto Rosetti | Arbitrage : Roberto Rosetti |

| 29 septembre 2009 21:30 (UTC+2) | Ghana                                  | 4 – 0 | Angleterre | Stade d'Ismaïlia, Ismaïlia   |                              |
|                                 | Adiyiah 38e, 88e · Ayew 57e · Osei 82e |       |            | Arbitrage : Yuichi Nichimura | Arbitrage : Yuichi Nichimura |
|                                 | (Rapport)                              |       |            | Arbitrage : Yuichi Nichimura | Arbitrage : Yuichi Nichimura |

| 3e journée                   | Ghana                    | 2 – 2 | Uruguay                         | Stade d'Ismaïlia, Ismaïlia |                        |
| 2 octobre 2009 21:30 (UTC+2) | Rabiu 54e 74e · Osei 70e |       | Lodeiro 74e · Hernández 90 + 1e | Arbitrage : Ivan Bebek     | Arbitrage : Ivan Bebek |
| 2 octobre 2009 21:30 (UTC+2) | (Rapport)                |       |                                 | Arbitrage : Ivan Bebek     | Arbitrage : Ivan Bebek |

| 2 octobre 2009 21:30 (UTC+2) | Ouzbékistan | 1 – 1 | Angleterre           | Stade Moubarak, Suez   |                        |
|                              | Nagaev 77e  |       | Tchuimeni-Nimely 88e | Arbitrage : Óscar Ruiz | Arbitrage : Óscar Ruiz |
|                              | (Rapport)   |       |                      | Arbitrage : Óscar Ruiz | Arbitrage : Óscar Ruiz |

### Groupe E
| Rang | Équipe     | Pts | J | G | N | P | Bp | Bc | Diff |
| ---- | ---------- | --- | - | - | - | - | -- | -- | ---- |
| 1    | Brésil     | 7   | 3 | 2 | 1 | 0 | 8  | 1  | +7   |
| 2    | Tchéquie   | 7   | 3 | 2 | 1 | 0 | 5  | 3  | +2   |
| 3    | Costa Rica | 3   | 3 | 1 | 0 | 2 | 5  | 8  | -3   |
| 4    | Australie  | 0   | 3 | 0 | 0 | 3 | 2  | 8  | -6   |

| 1re journée                     | Brésil                                                                | 5 – 0 | Costa Rica | Stade de Port-Saïd, Port-Saïd |                              |
| 27 septembre 2009 16:00 (UTC+2) | Alan Kardec 24e, 44e · Giuliano 35e · Alex Teixeira 75e · Boquita 89e |       |            | Arbitrage : Thomas Einwaller  | Arbitrage : Thomas Einwaller |
| 27 septembre 2009 16:00 (UTC+2) | (Rapport)                                                             |       |            | Arbitrage : Thomas Einwaller  | Arbitrage : Thomas Einwaller |

| 27 septembre 2009 18:45 (UTC+2) | Tchéquie                         | 2 – 1 | Australie                          | Stade de Port-Saïd, Port-Saïd |                             |
|                                 | Rabušic 50e · Pekhart 89e (pen.) |       | McGowan 88e · Holland 90+4e (pen.) | Arbitrage : Marco Rodríguez   | Arbitrage : Marco Rodríguez |
|                                 | (Rapport)                        |       |                                    | Arbitrage : Marco Rodríguez   | Arbitrage : Marco Rodríguez |

| 2e journée                      | Costa Rica                                           | 3 - 0 | Australie     | Stade de Port-Saïd, Port-Saïd |                             |
| 30 septembre 2009 16:00 (UTC+2) | Madrigal 35e · DeVere 82e (csc) (csc) · Guzmán 90+3e |       | Minniecon 60e | Arbitrage : Mohamed Benouza   | Arbitrage : Mohamed Benouza |
| 30 septembre 2009 16:00 (UTC+2) | (Rapport)                                            |       |               | Arbitrage : Mohamed Benouza   | Arbitrage : Mohamed Benouza |

| 30 septembre 2009 18:45 (UTC+2) | Brésil    | 0 – 0 | Tchéquie | Stade de Port-Saïd, Port-Saïd        |
|                                 |           |       |          | Arbitrage : Alberto Undiano Mallenco |
|                                 | (Rapport) |       |          |                                      |

| 3e journée                   | Tchéquie                          | 3 - 2 | Costa Rica                        | Stade d'Alexandrie, Alexandrie   |                                  |
| 3 octobre 2009 21:30 (UTC+2) | Chramosta 11e, 86e · Vošahlík 77e |       | Estrada 49e (pen.) · Martínez 61e | Arbitrage : Olegário Benquerença | Arbitrage : Olegário Benquerença |
| 3 octobre 2009 21:30 (UTC+2) | (Rapport)                         |       |                                   | Arbitrage : Olegário Benquerença | Arbitrage : Olegário Benquerença |

| 3 octobre 2009 21:30 (UTC+2) | Brésil                                            | 3 - 1 | Australie | Stade de Port-Saïd, Port-Saïd  |                                |
|                              | Ciro 34e · Douglas Costa 62e · Paulo Henrique 81e |       | Mooy 14e  | Arbitrage : Frank De Bleeckere | Arbitrage : Frank De Bleeckere |
|                              | (Rapport)                                         |       |           | Arbitrage : Frank De Bleeckere | Arbitrage : Frank De Bleeckere |

### Groupe F
| Rang | Équipe              | Pts | J | G | N | P | Bp | Bc | Diff |
| ---- | ------------------- | --- | - | - | - | - | -- | -- | ---- |
| 1    | Hongrie             | 6   | 3 | 2 | 0 | 1 | 6  | 3  | +3   |
| 2    | Émirats arabes unis | 4   | 3 | 1 | 1 | 1 | 3  | 4  | -1   |
| 3    | Afrique du Sud      | 4   | 3 | 1 | 1 | 1 | 4  | 6  | -2   |
| 4    | Honduras            | 3   | 3 | 1 | 0 | 2 | 3  | 3  | 0    |

| 1re journée                     | Émirats arabes unis                  | 2 – 2 | Afrique du Sud                   | Stade d'Alexandrie, Alexandrie |                          |
| 27 septembre 2009 18:45 (UTC+2) | Al Kamali 90+1e (pen.) · Awana 90+3e |       | Erasmus 54e, 72e · Mphahlele 54e | Arbitrage : Joel Aguilar       | Arbitrage : Joel Aguilar |
| 27 septembre 2009 18:45 (UTC+2) | (Rapport)                            |       |                                  | Arbitrage : Joel Aguilar       | Arbitrage : Joel Aguilar |

| 27 septembre 2009 21:30 (UTC+2) | Hongrie   | 0 - 3 | Honduras                        | Stade d'Alexandrie, Alexandrie |                          |
|                                 |           |       | Martinez 35e, 70e · Peralta 84e | Arbitrage : Eddy Maillet       | Arbitrage : Eddy Maillet |
|                                 | (Rapport) |       |                                 | Arbitrage : Eddy Maillet       | Arbitrage : Eddy Maillet |

| 2e journée                      | Hongrie                                                  | 4 – 0 | Afrique du Sud | Stade d'Alexandrie, Alexandrie |                             |
| 30 septembre 2009 18:45 (UTC+2) | Korcsmár 49e · Koman 55e · Debreceni 71e · Présinger 90e |       |                | Arbitrage : Héctor Baldassi    | Arbitrage : Héctor Baldassi |
| 30 septembre 2009 18:45 (UTC+2) | (Rapport)                                                |       |                | Arbitrage : Héctor Baldassi    | Arbitrage : Héctor Baldassi |

| 30 septembre 2009 21:30 (UTC+2) | Émirats arabes unis    | 1 – 0 | Honduras        | Stade d'Alexandrie, Alexandrie   |                                  |
|                                 | Khalil 41e · Ali 90+4e |       | Mayorquin 90+4e | Arbitrage : Olegário Benquerença | Arbitrage : Olegário Benquerença |
|                                 | (Rapport)              |       |                 | Arbitrage : Olegário Benquerença | Arbitrage : Olegário Benquerença |

| 3e journée                   | Hongrie                | 2 – 0 | Émirats arabes unis | Stade d'Alexandrie, Alexandrie |                           |
| 3 octobre 2009 18:45 (UTC+2) | Németh 19e · Koman 23e |       |                     | Arbitrage : Peter O'Leary      | Arbitrage : Peter O'Leary |
| 3 octobre 2009 18:45 (UTC+2) | (Rapport)              |       |                     | Arbitrage : Peter O'Leary      | Arbitrage : Peter O'Leary |

| 3 octobre 2009 18:45 (UTC+2) | Afrique du Sud             | 2 – 0 | Honduras | Stade de Port-Saïd, Port-Saïd |                             |
|                              | Jali 31e 78e · Khumalo 46e |       |          | Arbitrage : Jorge Larrionda   | Arbitrage : Jorge Larrionda |
|                              | (Rapport)                  |       |          | Arbitrage : Jorge Larrionda   | Arbitrage : Jorge Larrionda |

## Phase à élimination directe
En cas de match nul à la fin du temps réglementaire, une prolongation (ap) de 2 fois 15 minutes est jouée. Si les 2 équipes sont toujours à égalité après 120 minutes de jeu, elles sont départagées par une séance de tirs au but (tab).
|  | Huitièmes de finale    | Huitièmes de finale |                     |                        | Quarts de finale       | Quarts de finale |      |  | Demi-finales       | Demi-finales       |  |  | Finale             | Finale             |
|  | Huitièmes de finale    | Huitièmes de finale |                     |                        | Quarts de finale       | Quarts de finale |      |  | Demi-finales       | Demi-finales       |  |  | Finale             | Finale             |
|  |                        |                     |                     |                        |                        |                  |      |  |                    |                    |  |  |                    |                    |
|  | 5 octobre - Caire      | 5 octobre - Caire   |                     |                        | 9 octobre - Suez       | 9 octobre - Suez |      |  | 13 octobre - Caire | 13 octobre - Caire |  |  | 16 octobre - Caire | 16 octobre - Caire |
|  | 5 octobre - Caire      | 5 octobre - Caire   |                     |                        | 9 octobre - Suez       | 9 octobre - Suez |      |  | 13 octobre - Caire | 13 octobre - Caire |  |  | 16 octobre - Caire | 16 octobre - Caire |
|  | Paraguay               | 0                   |                     |                        | 9 octobre - Suez       | 9 octobre - Suez |      |  | 13 octobre - Caire | 13 octobre - Caire |  |  | 16 octobre - Caire | 16 octobre - Caire |
|  | Paraguay               | 0                   |                     |                        | 9 octobre - Suez       | 9 octobre - Suez |      |  | 13 octobre - Caire | 13 octobre - Caire |  |  | 16 octobre - Caire | 16 octobre - Caire |
|  | Corée du Sud           | 3                   |                     |                        | 9 octobre - Suez       | 9 octobre - Suez |      |  | 13 octobre - Caire | 13 octobre - Caire |  |  | 16 octobre - Caire | 16 octobre - Caire |
|  | Corée du Sud           | 3                   | Corée du Sud        | 2                      |                        |                  |      |  | 13 octobre - Caire | 13 octobre - Caire |  |  | 16 octobre - Caire | 16 octobre - Caire |
|  | 6 octobre - Ismaïlia   |                     | Corée du Sud        | 2                      |                        |                  |      |  | 13 octobre - Caire | 13 octobre - Caire |  |  | 16 octobre - Caire | 16 octobre - Caire |
|  |                        | Ghana               | 3                   |                        |                        |                  |      |  | 13 octobre - Caire | 13 octobre - Caire |  |  | 16 octobre - Caire | 16 octobre - Caire |
|  | Ghana                  | Ghana               | 3                   | 2 ap                   |                        |                  |      |  | 13 octobre - Caire | 13 octobre - Caire |  |  | 16 octobre - Caire | 16 octobre - Caire |
|  | Ghana                  | 9 octobre - Suez    |                     | 2 ap                   |                        |                  |      |  | 13 octobre - Caire | 13 octobre - Caire |  |  | 16 octobre - Caire | 16 octobre - Caire |
|  | Afrique du Sud         | 1                   |                     |                        |                        |                  |      |  | 13 octobre - Caire | 13 octobre - Caire |  |  | 16 octobre - Caire | 16 octobre - Caire |
|  | Afrique du Sud         | 1                   | Ghana               | 3                      |                        |                  |      |  |                    |                    |  |  | 16 octobre - Caire | 16 octobre - Caire |
|  | 5 octobre - Caire      |                     | Ghana               | 3                      |                        |                  |      |  |                    |                    |  |  | 16 octobre - Caire | 16 octobre - Caire |
|  |                        | Hongrie             | 2                   |                        |                        |                  |      |  |                    |                    |  |  | 16 octobre - Caire | 16 octobre - Caire |
|  | Espagne                | Hongrie             | 2                   | 1                      |                        |                  |      |  |                    |                    |  |  | 16 octobre - Caire | 16 octobre - Caire |
|  | Espagne                | 13 octobre - Caire  |                     | 1                      |                        |                  |      |  |                    |                    |  |  | 16 octobre - Caire | 16 octobre - Caire |
|  | Italie                 | 3                   |                     |                        |                        |                  |      |  |                    |                    |  |  | 16 octobre - Caire | 16 octobre - Caire |
|  | Italie                 | 3                   | Italie              | 2                      |                        |                  |      |  |                    |                    |  |  | 16 octobre - Caire | 16 octobre - Caire |
|  | 6 octobre - Alexandrie |                     | Italie              | 2                      |                        |                  |      |  |                    |                    |  |  | 16 octobre - Caire | 16 octobre - Caire |
|  |                        | Hongrie             | 3 ap                |                        |                        |                  |      |  |                    |                    |  |  | 16 octobre - Caire | 16 octobre - Caire |
|  | Hongrie                | Hongrie             | 3 ap                | 2ap (4)                |                        |                  |      |  |                    |                    |  |  | 16 octobre - Caire | 16 octobre - Caire |
|  | Hongrie                | 10 octobre - Caire  |                     | 2ap (4)                |                        |                  |      |  |                    |                    |  |  | 16 octobre - Caire | 16 octobre - Caire |
|  | Tchéquie               | 2 tab(3)            |                     |                        |                        |                  |      |  |                    |                    |  |  | 16 octobre - Caire | 16 octobre - Caire |
|  | Tchéquie               | 2 tab(3)            | Ghana               | 0ap (4)                |                        |                  |      |  |                    |                    |  |  |                    |                    |
|  | 7 octobre - Port-Saïd  |                     | Ghana               | 0ap (4)                |                        |                  |      |  |                    |                    |  |  |                    |                    |
|  |                        | Brésil              | 0 tab(3)            |                        |                        |                  |      |  |                    |                    |  |  |                    |                    |
|  | Brésil                 | Brésil              | 0 tab(3)            | 3                      |                        |                  |      |  |                    |                    |  |  |                    |                    |
|  | Brésil                 |                     |                     | 3                      |                        |                  |      |  |                    |                    |  |  |                    |                    |
|  | Uruguay                | 1                   |                     |                        |                        |                  |      |  |                    |                    |  |  |                    |                    |
|  | Uruguay                | 1                   | Brésil              | 2 ap                   |                        |                  |      |  |                    |                    |  |  |                    |                    |
|  | 7 octobre - Suez       |                     | Brésil              | 2 ap                   |                        |                  |      |  |                    |                    |  |  |                    |                    |
|  |                        | Allemagne           | 1                   |                        |                        |                  |      |  |                    |                    |  |  |                    |                    |
|  | Allemagne              | Allemagne           | 1                   | 3                      |                        |                  |      |  |                    |                    |  |  |                    |                    |
|  | Allemagne              | 10 octobre - Caire  |                     | 3                      |                        |                  |      |  |                    |                    |  |  |                    |                    |
|  | Nigeria                | 2                   |                     |                        |                        |                  |      |  |                    |                    |  |  |                    |                    |
|  | Nigeria                | 2                   | Brésil              | 1                      |                        |                  |      |  |                    |                    |  |  |                    |                    |
|  | 7 octobre - Suez       |                     | Brésil              | 1                      |                        |                  |      |  |                    |                    |  |  |                    |                    |
|  |                        | Costa Rica          | 0                   |                        |                        |                  |      |  |                    |                    |  |  |                    |                    |
|  | Venezuela              | Costa Rica          | 0                   | 1                      |                        |                  |      |  |                    |                    |  |  |                    |                    |
|  | Venezuela              |                     |                     | 1                      |                        |                  |      |  |                    |                    |  |  |                    |                    |
|  | Émirats arabes unis    | 2                   |                     | Match pour la 3e place | Match pour la 3e place |                  |      |  |                    |                    |  |  |                    |                    |
|  | Émirats arabes unis    | 2                   | Émirats arabes unis | Match pour la 3e place | Match pour la 3e place | 1                |      |  |                    |                    |  |  |                    |                    |
|  | 6 octobre - Caire      | 6 octobre - Caire   | Émirats arabes unis | 16 octobre - Caire     | 16 octobre - Caire     | 1                |      |  |                    |                    |  |  |                    |                    |
|  | 6 octobre - Caire      | 6 octobre - Caire   |                     | 16 octobre - Caire     | 16 octobre - Caire     | Costa Rica       | 2 ap |  |                    |                    |  |  |                    |                    |
|  | Égypte                 | 0                   | Hongrie             | 1ap (2)                |                        | Costa Rica       | 2 ap |  |                    |                    |  |  |                    |                    |
|  | Égypte                 | 0                   | Hongrie             | 1ap (2)                |                        |                  |      |  |                    |                    |  |  |                    |                    |
|  | Costa Rica             | 2                   |                     | Costa Rica             | 1 tab(0)               |                  |      |  |                    |                    |  |  |                    |                    |
|  | Costa Rica             | 2                   |                     | Costa Rica             | 1 tab(0)               |                  |      |  |                    |                    |  |  |                    |                    |

### Huitièmes de finale
| 5 octobre 2009 16:30 (UTC+2) | Espagne                      | 1 – 3 | Italie                              | Stade Al Salam, Le Caire                        |                                                 |
|                              | Aarón 66e (pen.) · Botía 28e |       | Mustacchio 55e, 87e · Mazzarani 61e | Spectateurs : 6 150 Arbitrage : Héctor Baldassi | Spectateurs : 6 150 Arbitrage : Héctor Baldassi |
|                              | (Rapport)                    |       |                                     | Spectateurs : 6 150 Arbitrage : Héctor Baldassi | Spectateurs : 6 150 Arbitrage : Héctor Baldassi |

| 5 octobre 2009 20:00 (UTC+2) | Paraguay   | 0 – 3 | Corée du Sud                            | Stade international du Caire, Le Caire           |                                                  |
|                              | Burgos 61e |       | Kim Bo-kyung 55e · Kim Min-Woo 60e, 70e | Spectateurs : 10 720 Arbitrage : Mohamed Benouza | Spectateurs : 10 720 Arbitrage : Mohamed Benouza |
|                              | (Rapport)  |       |                                         | Spectateurs : 10 720 Arbitrage : Mohamed Benouza | Spectateurs : 10 720 Arbitrage : Mohamed Benouza |

| 6 octobre 2009 16:30 (UTC+2) | Ghana                                  | 2 – 1 a. p. | Afrique du Sud | Stade d'Ismaïlia, Ismaïlia                     |                                                |
|                              | Ayew 66e · Adiyiah 99e · Agyemang 113e |             | Erasmus 58e    | Spectateurs : 10 000 Arbitrage : Peter O'Leary | Spectateurs : 10 000 Arbitrage : Peter O'Leary |
|                              | (Rapport)                              |             |                | Spectateurs : 10 000 Arbitrage : Peter O'Leary | Spectateurs : 10 000 Arbitrage : Peter O'Leary |

| 6 octobre 2009 20:00 (UTC+2) | Égypte    | 0 – 2 | Costa Rica           | Stade international du Caire, Le Caire            |                                                   |
|                              |           |       | Mena 21e · Ureña 88e | Spectateurs : 81 860 Arbitrage : Thomas Einwaller | Spectateurs : 81 860 Arbitrage : Thomas Einwaller |
|                              | (Rapport) |       |                      | Spectateurs : 81 860 Arbitrage : Thomas Einwaller | Spectateurs : 81 860 Arbitrage : Thomas Einwaller |

| 6 octobre 2009 20:00 (UTC+2)                             | Hongrie              | 2 – 2 a. p.                                                | Tchéquie                   | Stade d'Alexandrie, Alexandrie                         |                                                        |
|                                                          | Kiss 15e · Koman 99e |                                                            | Vošahlík 26e · Rabušic 92e | Spectateurs : 7 000 Arbitrage : Subkhiddin Mohd Salleh | Spectateurs : 7 000 Arbitrage : Subkhiddin Mohd Salleh |
|                                                          | (Rapport)            |                                                            |                            | Spectateurs : 7 000 Arbitrage : Subkhiddin Mohd Salleh | Spectateurs : 7 000 Arbitrage : Subkhiddin Mohd Salleh |
| Présinger · Koman · Szabó · Gosztonyi · Németh · Balajti | Tirs au but 4-3      | Mareček · Rabušic · Čelůstka · Vošahlík · Morávek · Řezník |                            | Spectateurs : 7 000 Arbitrage : Subkhiddin Mohd Salleh | Spectateurs : 7 000 Arbitrage : Subkhiddin Mohd Salleh |

| 7 octobre 2009 16:30 (UTC+2) | Brésil                                  | 3 – 1 | Uruguay           | Stade de Port-Saïd, Port-Saïd                    |                                                  |
|                              | Alan Kardec 22e · Alex Texeira 24e, 31e |       | Urretavizcaya 36e | Spectateurs : 11 200 Arbitrage : Marco Rodríguez | Spectateurs : 11 200 Arbitrage : Marco Rodríguez |
|                              | (Rapport)                               |       |                   | Spectateurs : 11 200 Arbitrage : Marco Rodríguez | Spectateurs : 11 200 Arbitrage : Marco Rodríguez |

| 7 octobre 2009 16:30 (UTC+2) | Venezuela  | 1 – 2 | Émirats arabes unis    | Stade Moubarak, Suez                          |                                               |
|                              | Rondón 12e |       | Ahmed 22e · Khalil 83e | Spectateurs : 26 000 Arbitrage : Eddy Maillet | Spectateurs : 26 000 Arbitrage : Eddy Maillet |
|                              | (Rapport)  |       |                        | Spectateurs : 26 000 Arbitrage : Eddy Maillet | Spectateurs : 26 000 Arbitrage : Eddy Maillet |

| 7 octobre 2009 20:00 (UTC+2) | Allemagne                        | 3 – 2 | Nigeria                   | Stade Moubarak, Suez                             |                                                  |
|                              | Kopplin 52e, 90+3e · Vrančić 75e |       | Uchechi 51e · Ibrahim 68e | Spectateurs : 26 000 Arbitrage : Jorge Larrionda | Spectateurs : 26 000 Arbitrage : Jorge Larrionda |
|                              | (Rapport)                        |       |                           | Spectateurs : 26 000 Arbitrage : Jorge Larrionda | Spectateurs : 26 000 Arbitrage : Jorge Larrionda |

### Quarts de finale
| 9 octobre 2009 16:30 (UTC+2) | Corée du Sud                          | 2 – 3 | Ghana                      | Stade de Suez, Suez      |                          |
|                              | Park Hee-Seong 31e · Kim Dong-Sub 82e |       | Adiyiah 8e, 78e · Osei 28e | Arbitrage : Joel Aguilar | Arbitrage : Joel Aguilar |
|                              | (Rapport)                             |       |                            | Arbitrage : Joel Aguilar | Arbitrage : Joel Aguilar |

| 9 octobre 2009 20:00 (UTC+2) | Italie                                                                     | 2 – 3 a. p. | Hongrie                                                 | Stade de Suez, Suez                         |                                             |
|                              | Gentili 71e · Mazzotta 82e · Bini 84e · Bonaventura 113e · Albertazzi 115e |             | Koman 2e (pen.), 78e · Szekeres 84e · Németh 112e, 117e | Spectateurs : 31 000 Arbitrage : Óscar Ruiz | Spectateurs : 31 000 Arbitrage : Óscar Ruiz |
|                              | (Rapport)                                                                  |             |                                                         | Spectateurs : 31 000 Arbitrage : Óscar Ruiz | Spectateurs : 31 000 Arbitrage : Óscar Ruiz |

| 10 octobre 2009 16:30 (UTC+2) | Brésil          | 2 – 1 a. p. | Allemagne  | Stade international du Caire, Le Caire |                             |
|                               | Maicon 88e, 91e |             | Holtby 73e | Arbitrage : Roberto Rosetti            | Arbitrage : Roberto Rosetti |
|                               | (Rapport)       |             |            | Arbitrage : Roberto Rosetti            | Arbitrage : Roberto Rosetti |

| 10 octobre 2009 20:00 (UTC+2) | Émirats arabes unis        | 1 – 2 a. p. | Costa Rica                  | Stade international du Caire, Le Caire      |                                             |
|                               | Ahmed Ali 33e · Fawzi 119e |             | Martínez 37e · Ureña 120+2e | Spectateurs : 32 935 Arbitrage : Ivan Bebek | Spectateurs : 32 935 Arbitrage : Ivan Bebek |
|                               | (Rapport)                  |             |                             | Spectateurs : 32 935 Arbitrage : Ivan Bebek | Spectateurs : 32 935 Arbitrage : Ivan Bebek |

### Demi-finales
| 13 octobre 2009 16h30 (UTC+2) | Ghana                          | 3 – 2 | Hongrie                  | Stade international du Caire, Le Caire           |                                                  |
|                               | Adiyiah 10e, 31e · Quansah 81e |       | Futács 73e · Balajti 84e | Spectateurs : 39 812 Arbitrage : Jorge Larrionda | Spectateurs : 39 812 Arbitrage : Jorge Larrionda |
|                               | (Rapport)                      |       |                          | Spectateurs : 39 812 Arbitrage : Jorge Larrionda | Spectateurs : 39 812 Arbitrage : Jorge Larrionda |

| 13 octobre 2009 20h00 (UTC+2) | Brésil          | 1 – 0 | Costa Rica | Stade international du Caire, Le Caire                    |                                                           |
|                               | Alan Kardec 67e |       |            | Spectateurs : 39 812 Arbitrage : Alberto Undiano Mallenco | Spectateurs : 39 812 Arbitrage : Alberto Undiano Mallenco |
|                               | (Rapport)       |       |            | Spectateurs : 39 812 Arbitrage : Alberto Undiano Mallenco | Spectateurs : 39 812 Arbitrage : Alberto Undiano Mallenco |

### Match pour la troisième place
| 16 octobre 2009 17h00 (UTC+2) | Hongrie            | 1 – 1 a. p.                        | Costa Rica           | Stade international du Caire, Le Caire            |                                                   |
|                               | Koman 90+1e (pen.) |                                    | Ureña 81e · Mena 89e | Spectateurs : 67 814 Arbitrage : Yuichi Nichimura | Spectateurs : 67 814 Arbitrage : Yuichi Nichimura |
|                               | (Rapport)          |                                    |                      | Spectateurs : 67 814 Arbitrage : Yuichi Nichimura | Spectateurs : 67 814 Arbitrage : Yuichi Nichimura |
| Németh · Koman · Varga        | Tirs au but 2-0    | Estrada · Gamboa · Luna · Espinoza |                      | Spectateurs : 67 814 Arbitrage : Yuichi Nichimura | Spectateurs : 67 814 Arbitrage : Yuichi Nichimura |

### Finale
| 16 octobre 2009 | Ghana | 0 - 0 a. p.     | Brésil | Stade international du Caire, Le Caire              |                                                     |
| 20h00 (UTC+2)   | |                 | | Spectateurs : 67 814 Arbitrage : Frank De Bleeckere | Spectateurs : 67 814 Arbitrage : Frank De Bleeckere |
| 20h00 (UTC+2)   | (Rapport) |                 | | Spectateurs : 67 814 Arbitrage : Frank De Bleeckere | Spectateurs : 67 814 Arbitrage : Frank De Bleeckere |
| 20h00 (UTC+2)   | Ayew · Inkoom · Mensah · Addae · Adiyiah · Agyemang-Badu                                                                                          | Tirs au but 4-3 | Alan Kardec · Giulano · Douglas Costa · Souza · Maicon · Alex Teixeira · | Spectateurs : 67 814 Arbitrage : Frank De Bleeckere | Spectateurs : 67 814 Arbitrage : Frank De Bleeckere |
| 20h00 (UTC+2)   | Agyei - Inkoom, Mensah, Addo ( 37e), Addy - Quansah ( 107e Agyemang), Agyemang-Badu, Ayew (c), Rabiu ( 101e Addae) - Osei ( 65e Dassenu), Adiyiah | Équipes         | Rafael - Douglas ( 41e Wellington Júnior), Dalton, Rafael Tolói, Renan ( 75e Maicon), Diogo - Alex Teixeira, Giulano (c), Paulo Henrique ( 64e Douglas Costa), Souza - Alan Kardec | Spectateurs : 67 814 Arbitrage : Frank De Bleeckere | Spectateurs : 67 814 Arbitrage : Frank De Bleeckere |

## Résultat
| Coupe du monde des moins de 20 ans 2009 - Vainqueur Ghana 1er titre |

## Récompenses
| Ballon d'or       | Ballon d'argent  | Ballon de bronze  |
| ----------------- | ---------------- | ----------------- |
| Dominic Adiyiah   | Alex Teixeira    | Giulano           |
| Soulier d'or      | Soulier d'argent | Soulier de bronze |
| Dominic Adiyiah   | Vladimir Koman   | Aarón             |
| 8 buts            | 5 buts           | 4 buts            |
| Gant d'Or         |                  |                   |
| Esteban Alvarado  |                  |                   |
| Prix du Fair-play |                  |                   |
| Brésil            |                  |                   |